# Педру Афонсу Бразильский
Пе́дру Афо́нсу де Брага́нса (порт. Pedro Afonso de Bragança; при рождении Пе́дру Афо́нсу Кристиа́но Леопо́льдо Эухе́нио Ферна́ндо Висе́нте Миге́ль Габриэ́ль Рафаэ́ль Гонза́га де Брага́нса (порт. Pedro Afonso Cristiano Leopoldo Eugênio Fernando Vicente Miguel Gabriel Rafael Gonzag de Bragança); 19 июля 1848, дворец Сан-Кристован, Рио-де-Жанейро, Бразильская империя — 9 января 1850, Дворец Санта-Крус, Рио-де-Жанейро, Бразильская империя) — второй сын императора Бразилии Педру II, и Терезы Кристины Бурбон-Сицилийской, императорский принц и наследник престола, умерший в детстве.

## Биография

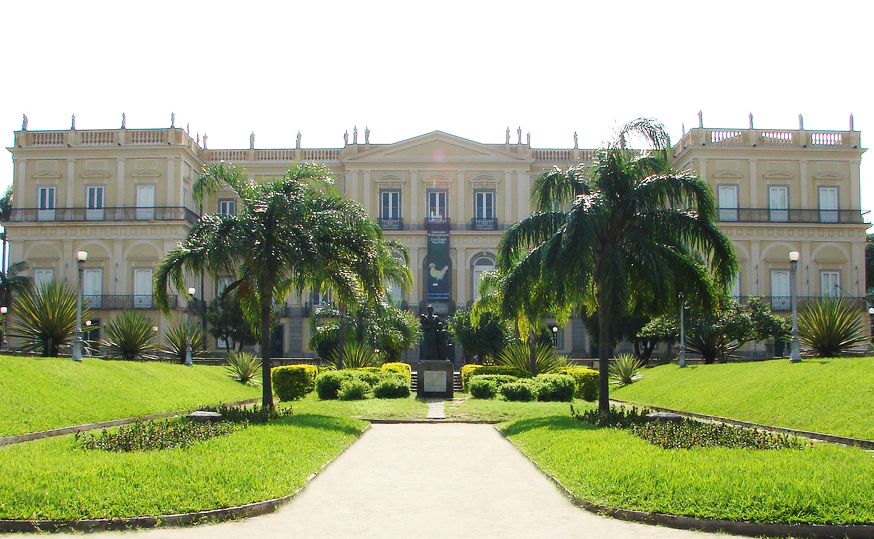
Главный фасад дворца Сан-Кристован — место рождения Педру Афонсо

### Рождение
Педру Афонсу родился в 08:00 утра 19 июля 1848 года в императорском дворце Сан-Кристован — резиденции его родителей, императора Бразилии Педру II, и Терезы Кристины Бурбон-Сицилийской. По отцу принадлежал к бразильской ветви португальского королевского дома Браганса, правившего Португалией многие века. Его дедушкой и бабушкой со стороны отца были император Бразилии Педру I, и его первая супруга Мария Леопольдина Австрийская, со стороны матери — Франциск I, король Обеих Сицилий, и Мария Изабелла Испанская.
После рождения сына, император Педру II получил официальные поздравления на приёме, устроенном в тот же день. Новость о рождении принца быстро распространилась среди бразильского народа, вызвав небывалую радость. В честь рождения принца были даны артиллерийские залпы. На городских улицах в течение нескольких дней после его рождения не расходились люди, все улицы были ярко освещены, а при королевском дворе постоянно проходили различные торжественные мероприятия. Рождения наследника было встречено с большой радостью в императорском доме, так как Педру II хотел передать престол именно по мужской линии, хотя женщины допускались в линии наследования. Поэт Мануэль де Араужо Порту-алегре назвал рождения наследника «триумфом» в императорском доме, который обеспечит продолжение династии.
Крещение принца Педру Афонсу состоялось 4 октября 1848 года. Была проведена частная церемония в Соборе Пресвятой Девы Марии Кармельской в Рио-де-Жанейро. Крёстными родителями были выбраны двоюродный дед новорожденного, император Фердинанд I Австрийский, и вдовствующая императрица Амелия Лейхтенбергская, вторая супруга Педру I. Оба они на церемонии не присутствовали и были представлены премьер-министром и бывшим регентом Педро де Араужо Лима, маркизом Олинда и придворной дамой Марианной де Верна, графиней Бельмонт. Для толпы, собравшейся на праздник, был устроен фейерверк и организована открытая сцена, на которой выступили более ста музыкантов. По словам историка Хендрика Краау, королевские крестины ещё раз подчеркнули, что «преемственность и будущее императорской фамилии обеспечены принцем и его двумя сёстрами». У Педру Афонсу был старший брат, умерший ещё до его рождения. Поэтому, оставаясь единственным ребёнком мужского пола в семье, он стал первым в линии наследования бразильского престола, за ним шли его сёстры, Изабелла и Леопольдина. С рождения именовался Его Императорское Высочество Императорский принц Бразилии.

### Смерть и наследие

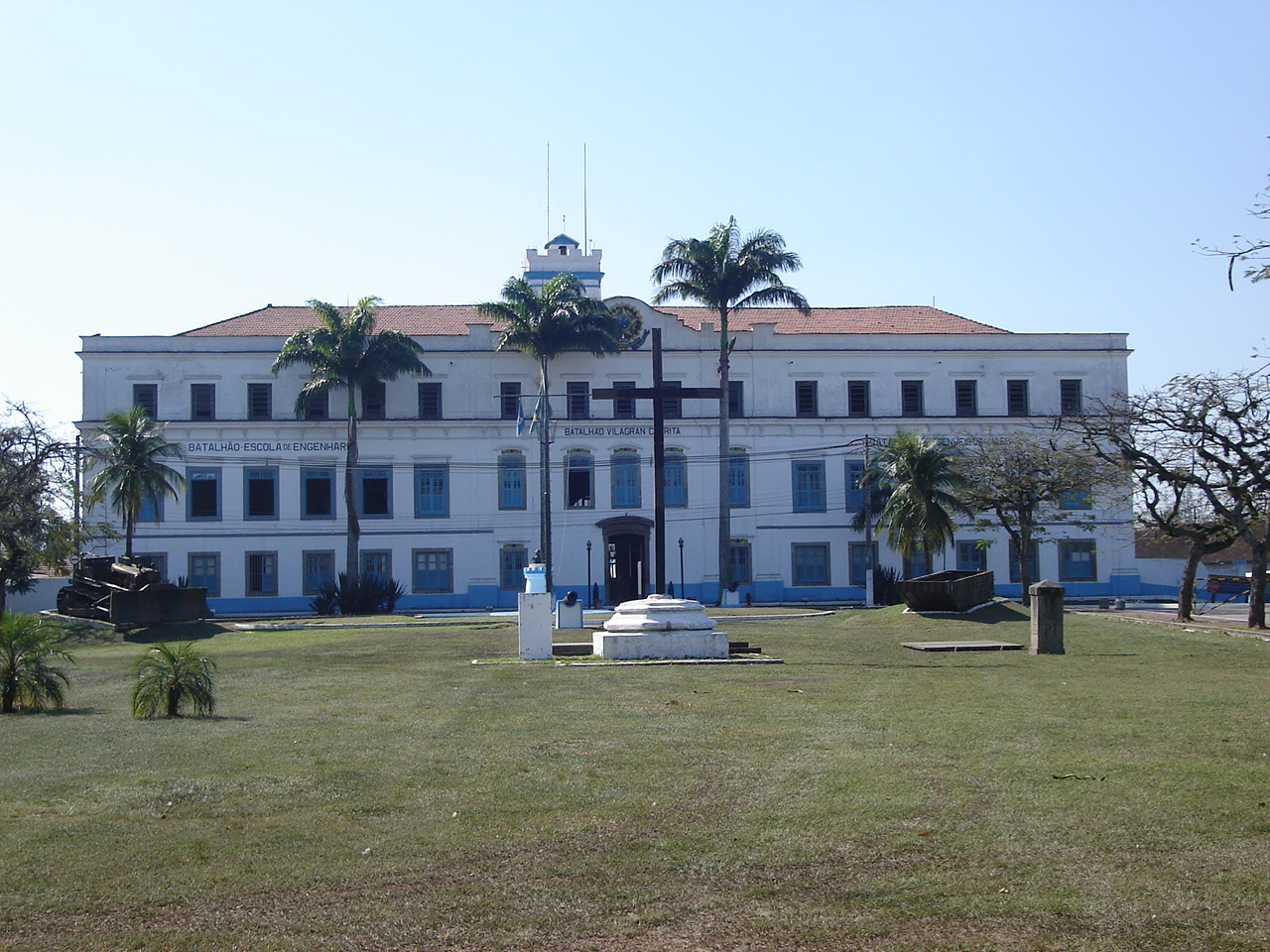
Дворец Санта-Крус (Рио-де-Жанейро) — место смерти Педру Афонсу

С 1847 и по 1849 год Педру II и его семья проводили летнее и зимнее время в районе Петрополис, Рио-де-Жанейро. Резиденцией императорской семьи здесь был Дворец Санта-Крус, находившийся в собственности семьи многие годы. Родственники императора не хотели переезжать в этот дворец, так как это, по их мнению «меняло устоявшиеся традиции и интересы императорской дома», который любил жить в одном месте. Но, следуя воле императора, семья вернулась во дворец в 1849 году. Находясь там, принц Педру Афонсо и его сестра Изабелла заболели лихорадкой. Принцесса Изабелла быстро шла на поправку, принц же умер от судорог, в 4:20 утра 9 января 1850 года. Современники утверждали, что это мог быть энцефалит или врожденный порок, который и привел его к смерти.
Педру II писал о смерти второго сына: «Смертельный удар, который я получил. Я бы не выжил, но у меня осталась супруга и две дочери». Император сообщал своему родственнику, королю-консорту Португалии Фердинанду II: «К тому времени, когда Вы получите это письмо, Вы уже будете знать, что моя семья перенесла великое горе…Бог послал нам столько испытаний, и я надеюсь на его милость утешить мои печали». Три года назад император уже потерял первого сына, принца Афонсу. В своих дневниках император писал, что «дважды подвергся страданиям от смерти, когда видел своих мёртвых мальчиков». После смерти сына император отменил все запланированные встречи, и провел несколько дней в уединении.
Торжественные похороны состоялись через два дня после кончины. Улицы были переполнены людьми, которые искренне сожалели утрате наследника.  В столице присутствовало много туристов, которые наблюдали за похоронной процессией. Педру Афонсу был похоронен в монастыре Святого Антония в Рио-де-Жанейро. Онориу Эрмету Карнейру Леан, позже ставший маркизом Парана, писал бразильской правящей элите по поводу смерти принца: «Мой тяжёлый долг сообщить Вам о смерти императорского принца Педру Афонсо, скончавшегося 10 января этого года…второй раз мы теряем наследника престола…Он должен служить утешением для нас, уверенностью в прекрасном здоровье императорской четы, которые полны сил и жизни, чтобы дать нам новых наследников мужского пола для укрепления нашего государства в столь беспокойное время». Педру II и Тереза Кристина больше не имели детей. Причина этому не известна, хотя ученые пишут, что супруги больше не вступали в половые отношения. Смерть второго сына буквально опустошила Педру II, который так от этого и не оправился. По словам историка Родерика Бармена он «был глубоко потрясён эмоционально и интеллектуально».
В глазах императора смерть престолонаследников означала закат императорского дома. Его младший сын, по мнению императора, был будущим для династии. Несмотря на то, что у него помимо сыновей было две дочери, одна из которых, Изабелла, стала императорской принцессой и наследницей трона, Педру не верил в то, что женщина сможет руководить империей, в которой вся политическая элита — это исключительно мужчины. Он не сделал ровно ничего, чтобы подготовить Изабеллу к её роли будущей императрицы, не вводил её в политику и не знакомил с политическими деятелями. Отсутствие наследников мужского пола повергло императора в депрессию, он стал небрежно относится к своей роли главы государства. В 1889 году он был свергнут и последние два года провёл в Париже, где и умер.
Принц Педру Афонсу был награждён следующими бразильскими и португальскими орденами: Орден Христа, Ависский орден, Орден Сантьяго, Орден Педру I, Орден Розы.